# أوروبا الوسطى

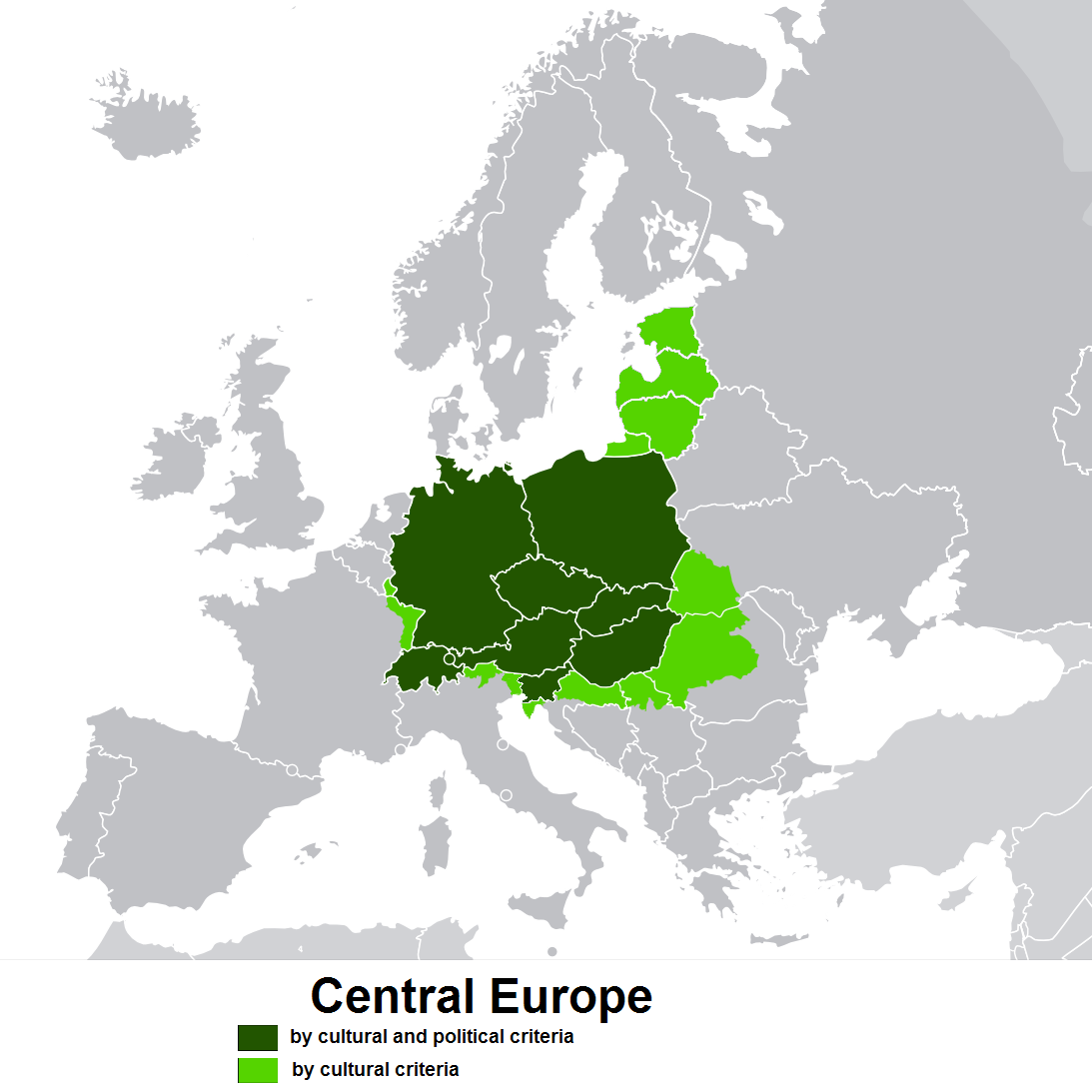
موقع أوروبا الوسطى

أوروبا الوسطى هي المنطقة الوسطى من قارة أوروبا. تتألف أوروبا الوسطى من أراض متجاورة تُعتبر في بعض الأحيان جزءًا من أوروبا الغربية والجنوبية والشرقية. يستند مفهوم أوروبا الوسطى على هوية تاريخية واجتماعية وثقافية مشتركة وهو مزيج من الأقاليم التي تُعتبر كاثوليكية وبروتستانتية تقليديًا. كانت حرب الثلاثين عامًا بين الكنيستين الكاثوليكية والبروتستانتية عملية تكوين بارزة في تاريخ أوروبا الوسطى، ولم يتمكن أي طرف من الانتصار في المنطقة بأكملها.
تاريخيًا، تألفت أوروبا الوسطى من معظم أراضي الإمبراطورية الرومانية المقدسة والأراضي التابعة للمملكتين المتجاورتين شرقًا (بولندا والمجر). لاحقًا، أصبحت المجر ومناطق من بولندا جزءًا من ملكية هابسبرغ، التي كانت أيضًا قوة تشكيل بارزة في تاريخها. على عكس نظرائهم في غرب أوروبا، امتلكت قلة من دول أوروبا الوسطى مستعمرات خلف البحار، بسبب موقعهم المركزي وعوامل أخرى. يُرجع هذا الأمر في أغلب الأحيان على أنه أحد أسباب الحرب العالمية الأولى. بعد الحرب العالمية الثانية، قُسمت أوروبا الوسطى بواسطة الستار الحديدي إلى أجزاء تنتمي إلى الغرب وأجزاء من الكتلة الشرقية. كان جدار برلين الرمز الأكثر وضوحًا على ذلك التقسيم.
بدأت أوروبا الوسطى «بنهضة إستراتيجية» في بدايات القرن الواحد والعشرين، من خلال مبادرات مثل مبادرة أوروبا الوسطى (سي آي إي)، وسينتروب، ومجموعة فيشغراد الرباعية. في حين تُبدي النظم الاقتصادية في المنطقة أوجه تفاوت كبيرة في الدخل، فإن كل بلدان أوروبا الوسطى مدرجة من قِبل مؤشر التنمية البشرية على أنها دول متقدمة.

## المنظور التاريخي

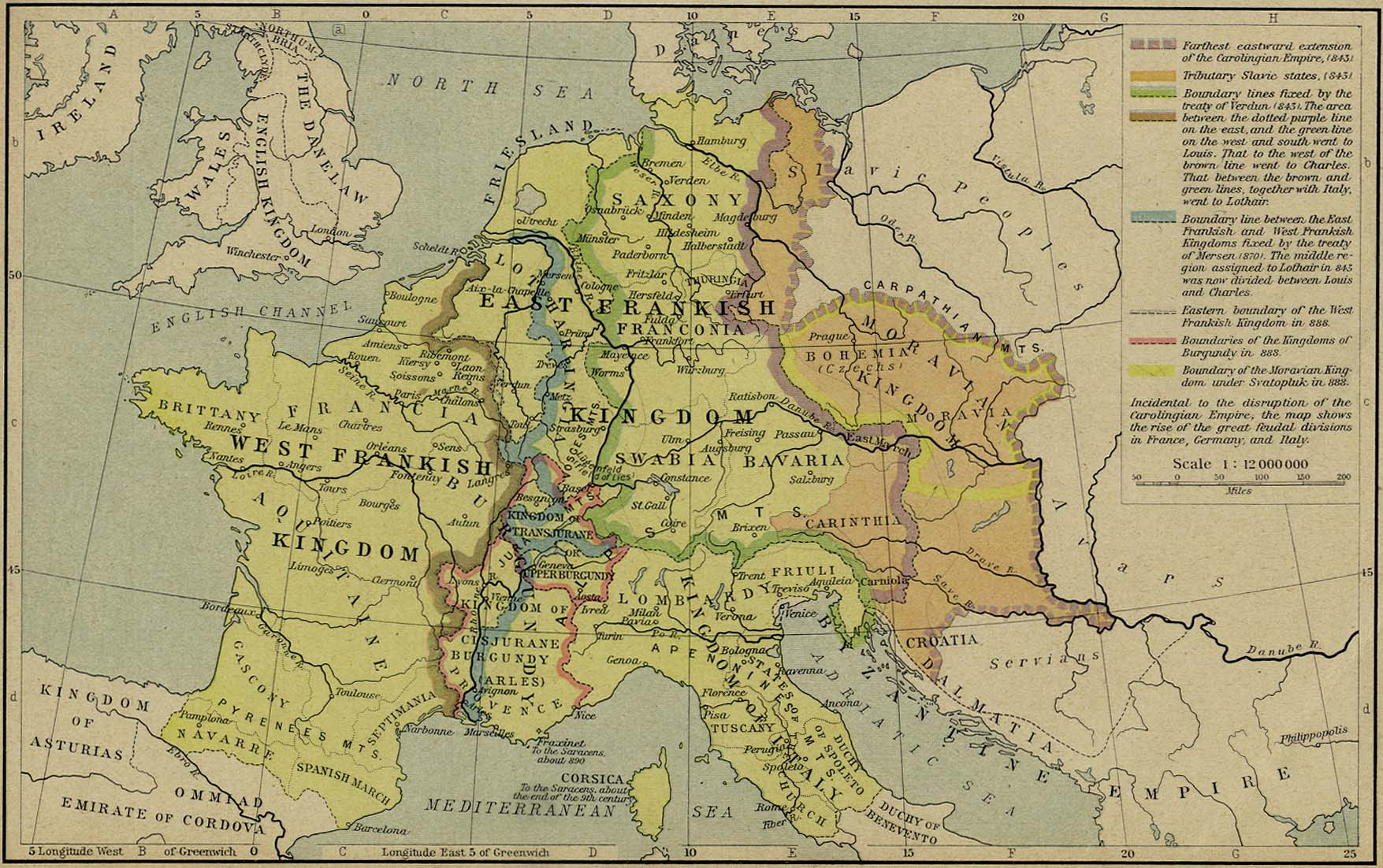
الإمبراطورية الكارولنجية

### العصور الوسطى وبدايات العصر الحديث
كانت عناصر الوحدة الثقافية لأوروبا الوسطى وشمال غرب وجنوب غرب أوروبا هي الكنيسة الكاثوليكية واللغة اللاتينية. على أي حال، كانت أوروبا الشرقية، التي ظلت خاضعة للكنيسة الأرثوذكسية شرقية، منطقة تأثير ثقافي يوناني بيزنطي؛ بعد انشقاق الشرق والغرب (1054)، كوّنت أوروبا الشرقية وحدة ثقافية ومقاومة ضد العالم الغربي الكاثوليكي (ولاحقًا البروتستانتي أيضًا) في نطاق الكنيسة الأرثوذكسية واللغة السلافونية الكنسية والأبجدية الكِريلية.
وفقًا للمؤرخ المجري جينو زوكس، ارتبطت الأسس التاريخية لأوروبا الوسطى في الألفية الأولى بشكل وثيق مع تطور أوروبا الغربية. أوضح أنه بين القرنين الحادي عشر والخامس عشر، لم يُطبق التنصير وآثاره الثقافية فحسب، بل ظهرت السمات الاجتماعية الواضحة المعالم في أوروبا الوسطى بناءً على خصائص غربية. كان انتشار الحريات والكيانات المستقلة ذاتيًا في أوروبا الغربية مفتاح التطور الاجتماعي الغربي بعد الألفية الأولى. اتضحت هذه الظواهر في منتصف القرن الثالث عشر في بلدان أوروبا الوسطى. كان هناك بلدات ومقاطعات وبرلمانات ذات حكم الذاتي.
في عام 1335، تحت حكم تشارلز الأول ملك المجر، كانت قلعة فيشغراد، مقر الملوك المجريين، مكانًا لمؤتمر القمة الملكية لملوك بولندا وبوهيميا والمجر. اتفقوا على التعاون الوثيق في مجالي السياسية والتجارة، ملهمين خلفائهم بعد الحرب الباردة بإطلاق مبادرة أوروبا الوسطى الناجحة.
في العصور الوسطى، اعتمدت بلدان أوروبا الوسطى حقوق ماغديبورغ.

### قبل الحرب العالمية الأولى
قبل عام 1870، لم يمتد التحول الصناعي الآخذ بالتطور في شمال غرب أوروبا ووسطها والولايات المتحدة بأي طريقة ملموسة إلى باقي العالم. حتى في أوروبا الشرقية، تخلّف التحول الصناعي عن الركب كثيرًا. ظلت روسيا، مثلًا، تملك طابعًا ريفيًا وزراعيًا بشكل عام، وأبقى حكامها الاستبداديون الفلاحين في نظام القنانة. سبق وكان مفهوم أوروبا الوسطى معروفًا في بداية القرن التاسع عشر، لكنه تمثل على أرض الواقع في القرن العشرين وأصبح على الفور موضع اهتمام مكثف. على أي حال، جمع المفهوم الأول بين العلم والسياسة والاقتصاد – كان مرتبطًا ارتباطًا وثيقًا بالاقتصاد الألماني الآخذ بالنمو على نحو متزايد وتطلعاتها بالهيمنة على جزء القارة الأوروبية الذي يدعى ميتيلوروبا. كان المصطلح الألماني الذي يدل على أوروبا الوسطى عصريًا جدًا حتى أن اللغات الأخرى بدأت تذكره حين أرادت الإشارة إلى مناطق من نهر الراين إلى نهر فيستولا، أو حتى نهر دنيبر، ومن بحر البلطيق إلى منطقة البلقان. يمكن ملاحظة مثال عن تصور أوروبا الوسطى آنذاك في كتاب جوزيف بارتش الصادر عام 1903.
في 21 يناير 1904، تأسست منظمة أوروبا الوسطى الاقتصادية في برلين وهدفها الأساسي تحقيق التكامل الاقتصادي بين ألمانيا والنمسا-المجر (مع توسع محتمل يشمل سويسرا وبلجيكا وهولندا). مرة أخرى، أصبح مصطلح أوروبا الوسطى مرتبطًا بالخطط الألمانية الطامحة إلى هيمنة سياسية واقتصادية وثقافية. وجد أصل المفهوم في كتاب فريدريش ناومان ميتيلوروبا الذي دعا فيه إلى تأسيس اتحاد اقتصادي بعد الحرب العالمية الأولى. كانت فكرة نومان بأن الاتحاد سيحوي في صميمه ألمانيا والإمبراطورية النمساوية المجرية لكنه سيتضمن أيضًا كل الأمم الأوروبية خارج الوفاق الثلاثي. فشل المفهوم بعد الهزيمة الألمانية في الحرب العالمية الأولى وانحلال النمسا والمجر. يمكن ملاحظة إحياء الفكرة خلال عهد هتلر.

### فترة ما بين الحربين العالميتين
وفقًا لإيمانويل دو مارتون، كانت دول أوروبا الوسطى في عام 1927 هي: النمسا وتشيكوسلوفاكيا وألمانيا والمجر وبولندا ورومانيا وسويسرا. يستخدم المؤلف الخصائص البشرية والجغرافية الطبيعية لتعريف أوروبا الوسطى، لكنه لم يأخذ بالحسبان التطور القانوني أو تطورات البنية الاجتماعية والثقافية والاقتصادية في هذه البلدان.
وضعت فترة ما بين الحربين العالميتين (1918 – 1939) نظامًا جيوسياسيًا جديدًا، واكتسب مفهوم أوروبا الوسطى طابعًا مختلفًا. انتقل مركز الاهتمام إلى طرفها الشرقي – البلدان التي عاودت الظهور على خريطة أوروبا: تشيكوسلوفاكيا والمجر وبولندا. لم تعد أوروبا الوسطى منطقة تتطلع إلى القيادة أو السيادة الألمانية وأصبحت منطقة لحركات التكامل المتنوعة الهادفة إلى تسوية القضايا القومية السياسية والاقتصادية للدول «الجديدة»، بكونها وسيلة لمواجهة الضغوطات الألمانية والسوفييتية. على أي حال، كان تعارض المصالح كبيرًا جدًا ولم تنجح أفكار الوفاق الصغير ولا مشروع بلاد ما بين البحرين.
أدخلت فترة ما بين الحربين العالميتين عناصر جديدة إلى مفهوم أوروبا الوسطى. قبل الحرب العالمية الأولى، اشتمل المفهوم على وجه الخصوص دولًا ألمانية (ألمانيا، النمسا)، في حين اعتُبرت الأقاليم غير الألمانية مناطق مفتوحة للانتشار والهيمنة الألمانية – الموقع القيادي الألماني هو النتيجة الطبيعية للهيمنة الاقتصادية. بعد الحرب، وُضع  الطرف الشرقي من أوروبا الوسطى في مركز المفهوم. في ذلك الوقت وجه العلماء اهتمامهم إلى الفكرة: كُرّس الكونغرس التاريخي العالمي في بروكسل عام 1923 من أجل أوروبا الوسطى، وأكمل كونغرس عام 1933 المحادثات.
كتبت المؤرخة المجرية ماغدا آدم في بحثها نظام فرساي وأوروبا الوسطى (2006): «نعرف اليوم أن الوفاق الصغير كان هلاك أوروبا الوسطى، وهو تحالف عسكري بين تشيكوسلوفاكيا ورومانيا ومملكة صربيا وكرواتيا وسلوفينيا (لاحقًا مملكة يوغوسلافيا)، أُنشأ في عام 1921 ولم يكن هدفه التعاون بين دول أوروبا الوسطى ولا لمحاربة التوسع الألماني، بل أُنشأ على مفهوم خاطئ وهو وجوب الإبقاء على المجر عاجزة تمامًا».
كانت الحركات الطليعية في أوروبا الوسطى جزءًا أساسيًا من التطور العصري، بلغت ذروتها في جميع أنحاء القارة خلال عشرينيات القرن العشرين. يحتوي مرجع طليعيي أوروبا الوسطى (متحف مقاطعة لوس أنجلس للفنون) على وثائق أساسية للحركات الطليعية في النمسا وتشيكوسلوفاكيا وألمانيا والمجر وبولندا من 1910 إلى 1930. تُعتبر بيانات ودوريات حلقات الفن المتطرفة في أوروبا الغربية معروفة جيدًا لدى الباحثين الغربيين ويجري تدريسهم في الجامعات الرئيسية في العالم الغربي.

## قائمة
تضم المنطقة كلا من:
- ألمانيا
- النمسا
- سويسرا
- بولندا
- التشيك
- سلوفاكيا
- المجر
- سلوفينيا

وقد يُدخل البعض كلا من:
- رومانيا
- كرواتيا
- صربيا
- الجبل الأسود
- البوسنة والهرسك
- بلغاريا
- مقدونيا

## الاقتصاد

### العملات
تشمل أعضاء منطقة اليورو على النمسا وألمانيا ولوكسمبورغ وسلوفاكيا وسلوفينيا. وما زالت كرواتيا (كونا كرواتية) وجمهورية التشيك (كرونة تشيكية) والمجر (فورنت مجري) وبولندا (زووتي بولندي) تستخدم عملاتها الخاصة، ولكنها ملزمة على اعتماد اليورو. في حين تستخدم سويسرا عملتها الخاصة وهي الفرنك السويسري.

### مؤشر التنمية البشرية
| عالي جداً | منخفض            |
| عالي     | بيانات غير متاحة |
| متوسط    |                  |

خريطة العالم تبعاً لربيعيات مؤشر التنمية البشرية عام 2013.

الترتيب التنازلي لدول المنطقة وفقاً لمؤشر التنمية البشرية (بيانات 2014):
- سويسرا: 0.917 (ترتيبها 3)
- ألمانيا: 0.911 (ترتيبها 6)
- ليختنشتاين: 0.889 (ترتيبها 18)
- النمسا: 0.881 (ترتيبها 21)
- سلوفينيا: 0.874 (ترتيبها 25)
- جمهورية التشيك: 0.861 (ترتيبها 28)
- بولندا: 0.834 (ترتيبها 35)
- سلوفاكيا: 0.830 (ترتيبها 37)
- المجر: 0.818 (ترتيبها 43)
- كرواتيا: 0.812 (ترتيبها 47)

### مؤشر العولمة

خريطة تظهر نتيجة مؤشر العولمة KOF.

مؤشر العولمة في بلدان أوروبا الوسطى (بيانات عام 2015):
- النمسا: 89.83 (ترتيبها 4)
- سويسرا: 87.01 (ترتيبها 5)
- المجر: 85.78 (ترتيبها 9)
- سلوفاكيا: 83.62 (ترتيبها 16)
- جمهورية التشيك: 83.60 (ترتيبها 17)
- سلوفاكيا: 83.55 (ترتيبها 18)
- بولندا: 79.90 (ترتيبها 23)
- ألمانيا: 78.24 (ترتيبها 27)
- سلوفينيا: 76.24 (ترتيبها 32)
- كرواتيا: 75.59 (ترتيبها 35)
- ليختنشتاين: غير مدرجة (ترتيبها 180 عام 2015 مع 29.23)

### مؤشر مدركات الفساد
| 90–100 | 60–69 | 30–39 | 0–9              |
| 80–89  | 50–59 | 20–29 | لا تتوفر معلومات |
| 70–79  | 40–49 | 10–19 |                  |

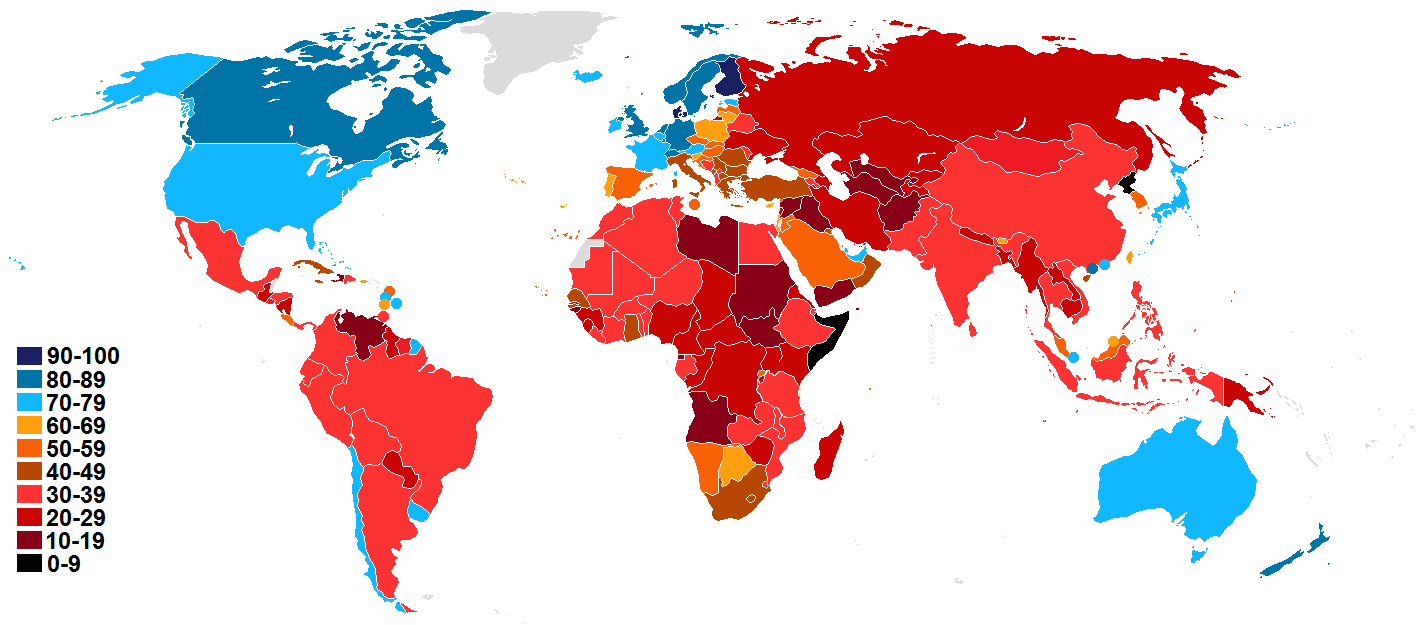
نظرة عامة على مؤشر مدركات الفساد لسنة 2015.

تميل معظم بلدان أوروبا الوسطى إلى تسجيل معدلات تزيد عن المتوسط في مؤشر مدركات الفساد (بيانات عام 2015):
- سويسرا (ترتيبها 7)
- ألمانيا (ترتيبها 10، متعادلة)
- النمسا (ترتيبها 16، متعادلة)
- بولندا (ترتيبها 30، متعادلة)
- سلوفينيا (ترتيبها 35)
- جمهورية التشيك (ترتيبها 37، متعادلة)
- كرواتيا (ترتيبها 50، متعادلة)
- المجر (ترتيبها 50، متعادلة)
- سلوفاكيا (ترتيبها 50، متعادلة)

وفقاً لمؤشر دافعي الرشوة الذي يصدر سنوياً منذ عام 1995 عن الشفافية الدولية وهي منظمة غير حكومية، فقد كانت ألمانيا وسويسرا البلدان الوحيدان من منطقة أوروبا الوسطى التي شملتهما الدراسة، وقد حلتا بالمرتبتين الثانية والرابعة على التوالي عام 2011.

### البنية التحتية
السكك الحديدية

خريطة توضح كثافة خطوط السكك الحديدية حول العالم، تزداد الكثافة بازدياد عتمة اللون

تضم أوروبا الوسطى أولى شبكات السكك الحديدية على القارة، فقد سُجلت أكبر توسعات هذه الشبكات خلال ستينات وسبعينات القرن التاسع عشر على الأراضي الألمانية والنمساوية-المجرية. بحلول منتصف القرن التاسع عشر أصبحت برلين وفيينا ومدينة بودا ومدينة بست الواقعتان على ضفتي الدانوب مراكز حيوية لخطوط شبكات السكك الحديدية فوصلت المناطق الصناعية في ساكسونيا وسيليزيا وبوهيميا ومورافيا والنمسا السفلى مع منافذ بحر البلطيق (كيل، شتتين) والبحر الأدرياتيكي (رييكا، ترييستي). وبقيت شبكة السكك الحديدة في أوروبا الوسطى الأكثر كثافة في العالم. تُحسب كثافة السكك الحديدية عبر إيجاد المجموع الكلي لطول الخطوط العاملة بالكيلومتر لكل 1,000 كيلومتر مربع. وهي الأعلى في جمهورية التشيك (198.6) وبولندا (121.0) وسلوفينيا (108.0) وألمانيا (105.5) والمجر (98.7) وسلوفاكيا (73.9) وكرواتيا (72.5)، إذا ما قورنت مع باقي بلدان أوروبا والعالم.